# Mazda 3
Mazda 3 – samochód osobowy klasy kompaktowej produkowany przez japoński koncern motoryzacyjny Mazda od 2003 roku jako następca Mazdy 323. Od 2019 roku produkowana jest czwarta generacja pojazdu.

## Pierwsza generacja

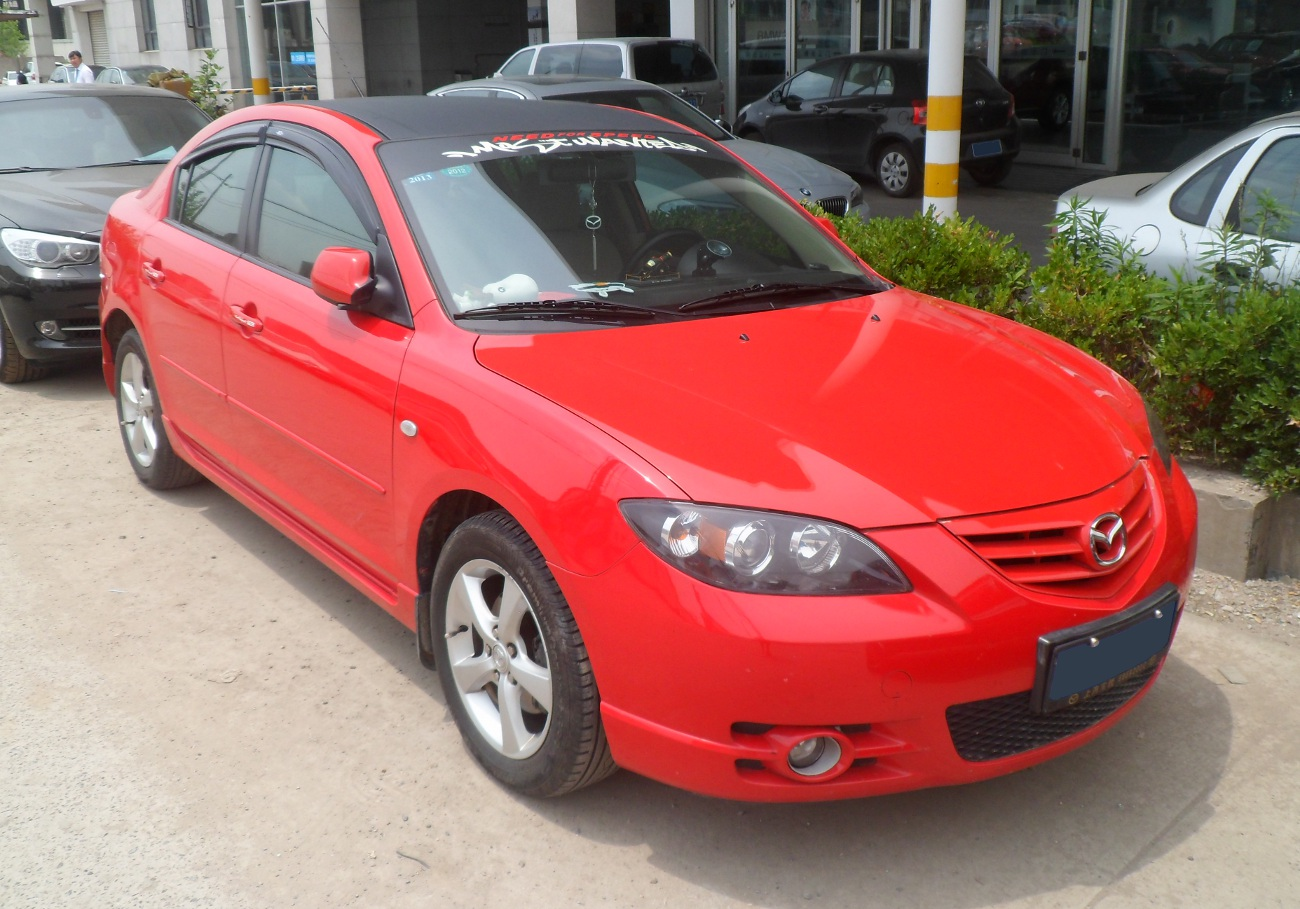
Mazda 3 I przed liftingiem

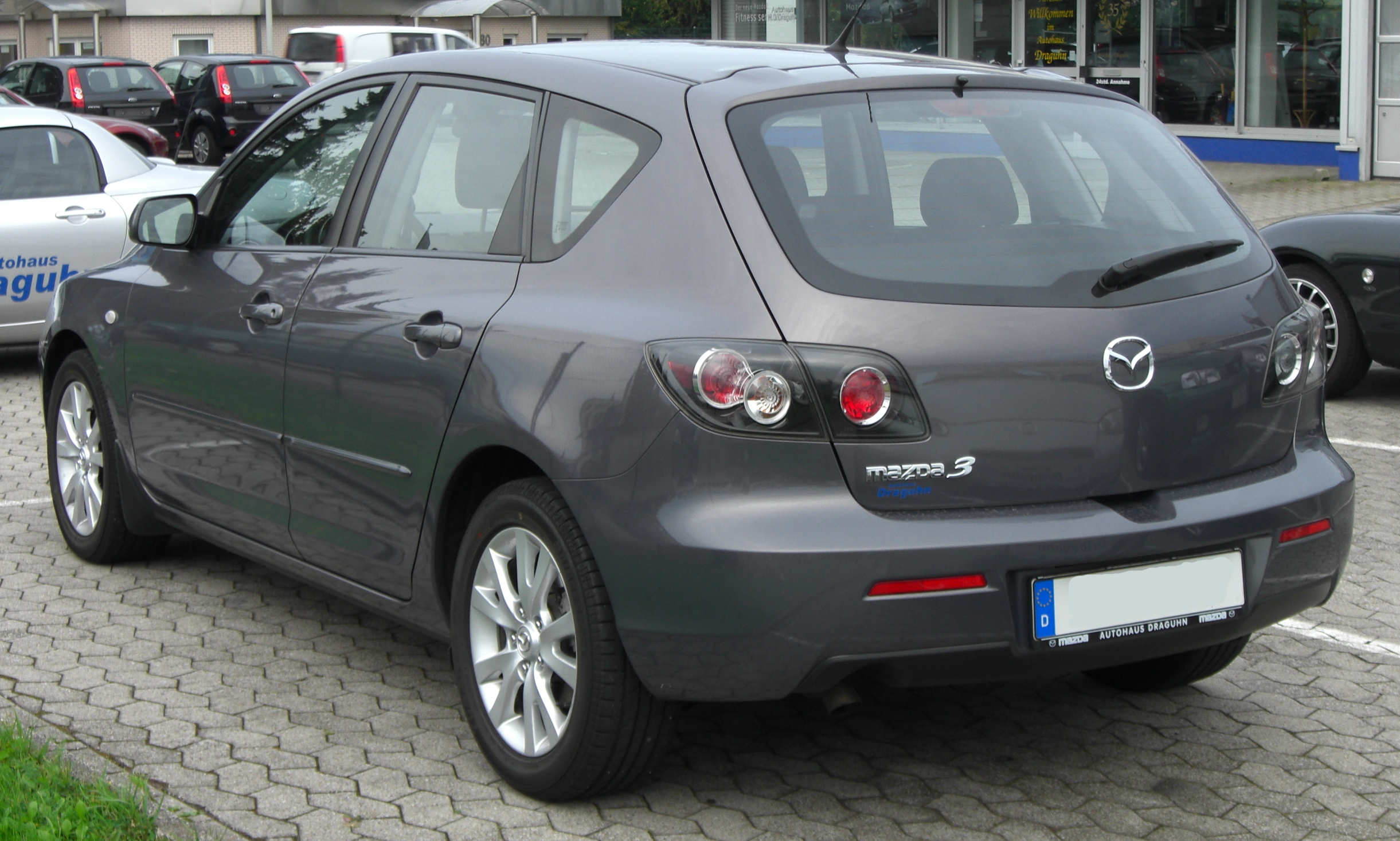
Mazda 3 I – tył po liftingu

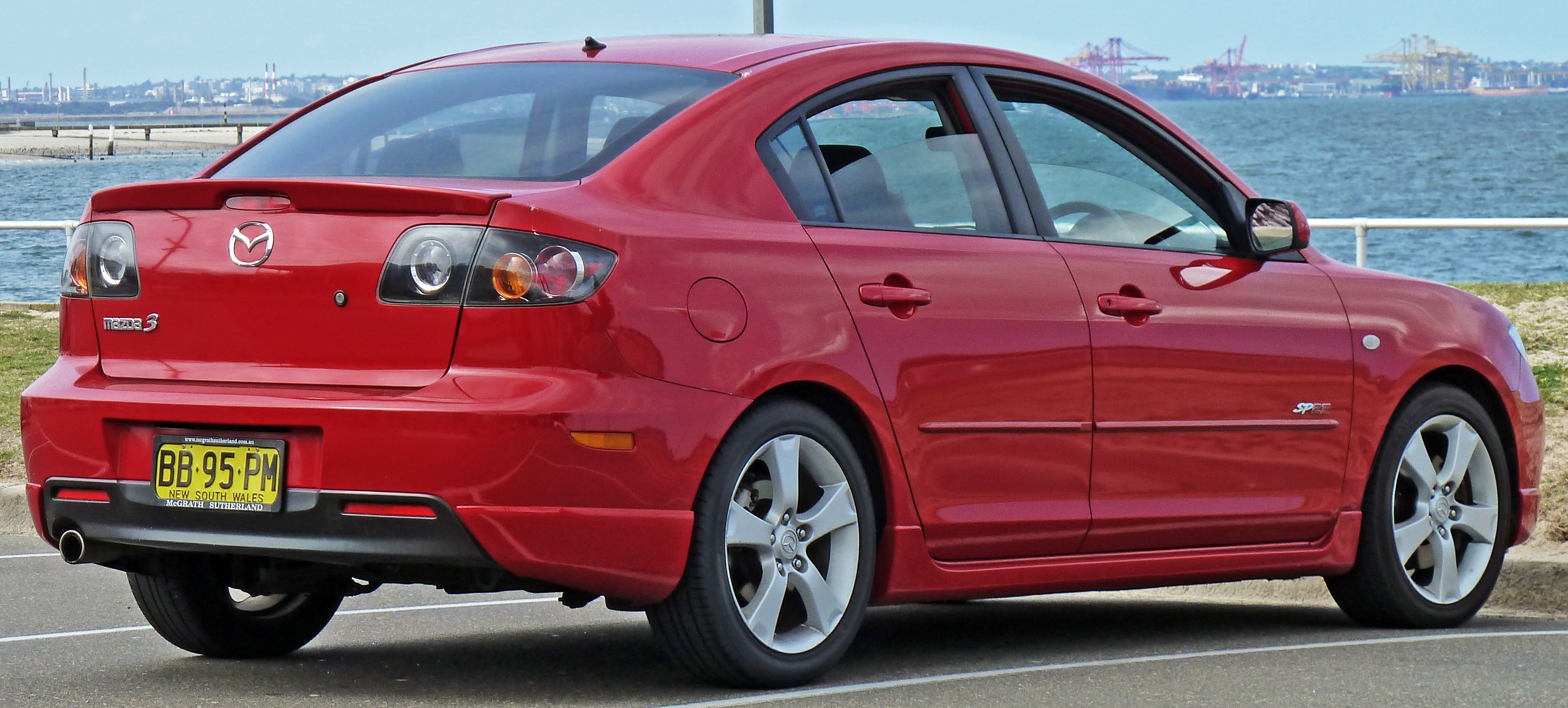
Mazda 3 I sedan

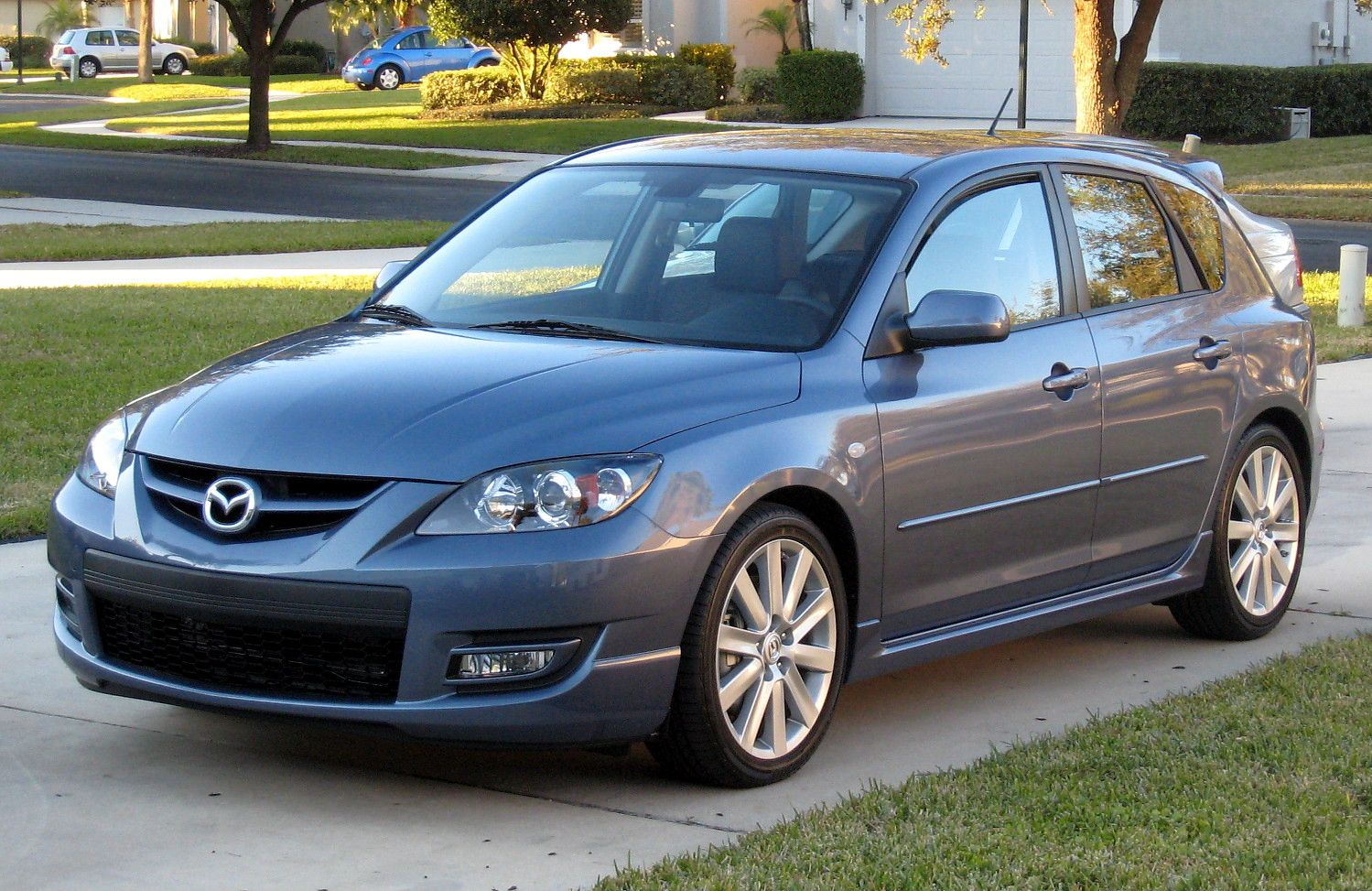
Mazda 3 I MPS

Mazda 3 I (BK) została po raz pierwszy zaprezentowana podczas targów motoryzacyjnych w Genewie w 2003 roku.
Mazda 3 zastąpiła produkowaną od 1977 do 2003 roku Mazdę 323. W ramach prowadzonej w tym okresie współpracy Mazdy z Fordem, została zbudowana na bazie płyty podłogowej Forda Focusa II, która wykorzystana została m.in. do budowy Volvo C30/S40/V50. Początkowo pojazd produkowany był od 2003 roku wyłącznie w wersji hatchback. W 2004 roku wprowadzono wersję sedan.
W lutym 2006 roku podczas targów motoryzacyjnych w Genewie zaprezentowano sportową wersję pojazdu 3 MPS, która oferowana jest w Stanach Zjednoczonych pod nazwą Mazdaspeed3, a w Japonii jako Mazdaspeed Axela. Pojazd wyposażony został w 2.3 l silnik benzynowy o mocy 263 KM.
W 2006 roku auto przeszło delikatny lifting. Zmieniony został m.in. wystrój wnętrza pojazdu, zderzaki, tylne lampy oraz pokrywa silnika. W 2007 roku do palety silnikowej modelu wprowadzono dwulitrową 143-konną jednostką wysokoprężną konstrukcji Mazdy.
W plebiscycie na Europejski Samochód Roku 2004 model zajął 2. pozycję (za Fiatem Pandą).

### Wersje wyposażeniowe
Standardowe wyposażenie pojazdu obejmuje m.in. klimatyzację, 4 poduszki powietrzne, system ABS oraz elektryczne sterowanie szyb przednich i elektryczne sterowanie lusterek.
Opcjonalnie pojazd wyposażony mógł być także m.in. w 6 poduszek powietrznych, klimatyzację automatyczną, 16 lub 17-calowe alufelgi, radioodtwarzacz CD, podgrzewane przednie siedzenia oraz system audio firmy Bose.

### Silniki[1]
| Silnik                | Pojemność skokowa [cm³] | Typ silnika        | Moc maksymalna [KM] przy obr./min | Maks. moment obrotowy [Nm] przy obr./min | Przyspieszenie 0–100 km/h [s] | Prędkość maks. [km/h] |                    |                    |                    |
| Silniki benzynowe:    | Silniki benzynowe:      | Silniki benzynowe: | Silniki benzynowe:                | Silniki benzynowe:                       | Silniki benzynowe:            | Silniki benzynowe:    | Silniki benzynowe: | Silniki benzynowe: | Silniki benzynowe: |
| --------------------- | ----------------------- | ------------------ | --------------------------------- | ---------------------------------------- | ----------------------------- | --------------------- | ------------------ | ------------------ | ------------------ |
| 1.4                   | 1349                    | R4                 | 84/6000                           | 122/4000                                 | 14,3                          | 169                   |                    |                    |                    |
| 1.6                   | 1598                    | R4                 | 105/6000                          | 145/4000                                 | 11,0                          | 195                   |                    |                    |                    |
| 2.0                   | 1999                    | R4                 | 150/6000                          | 187/4500                                 | 9,0                           | 208                   |                    |                    |                    |
| 2.3                   | 2261                    | R4                 | 260/5500                          | 380/3000                                 | 6,1                           | 230                   |                    |                    |                    |
| Silniki wysokoprężne: |                         |                    |                                   |                                          |                               |                       |                    |                    |                    |
| 1.6 CD                | 1560                    | R4                 | 109/4000                          | 240/1750                                 | 11,3                          | 185                   |                    |                    |                    |
| 2.0 CD                | 1998                    | R4                 | 143/3500                          | 360/2000                                 | 9,9                           | 201                   |                    |                    |                    |

## Druga generacja

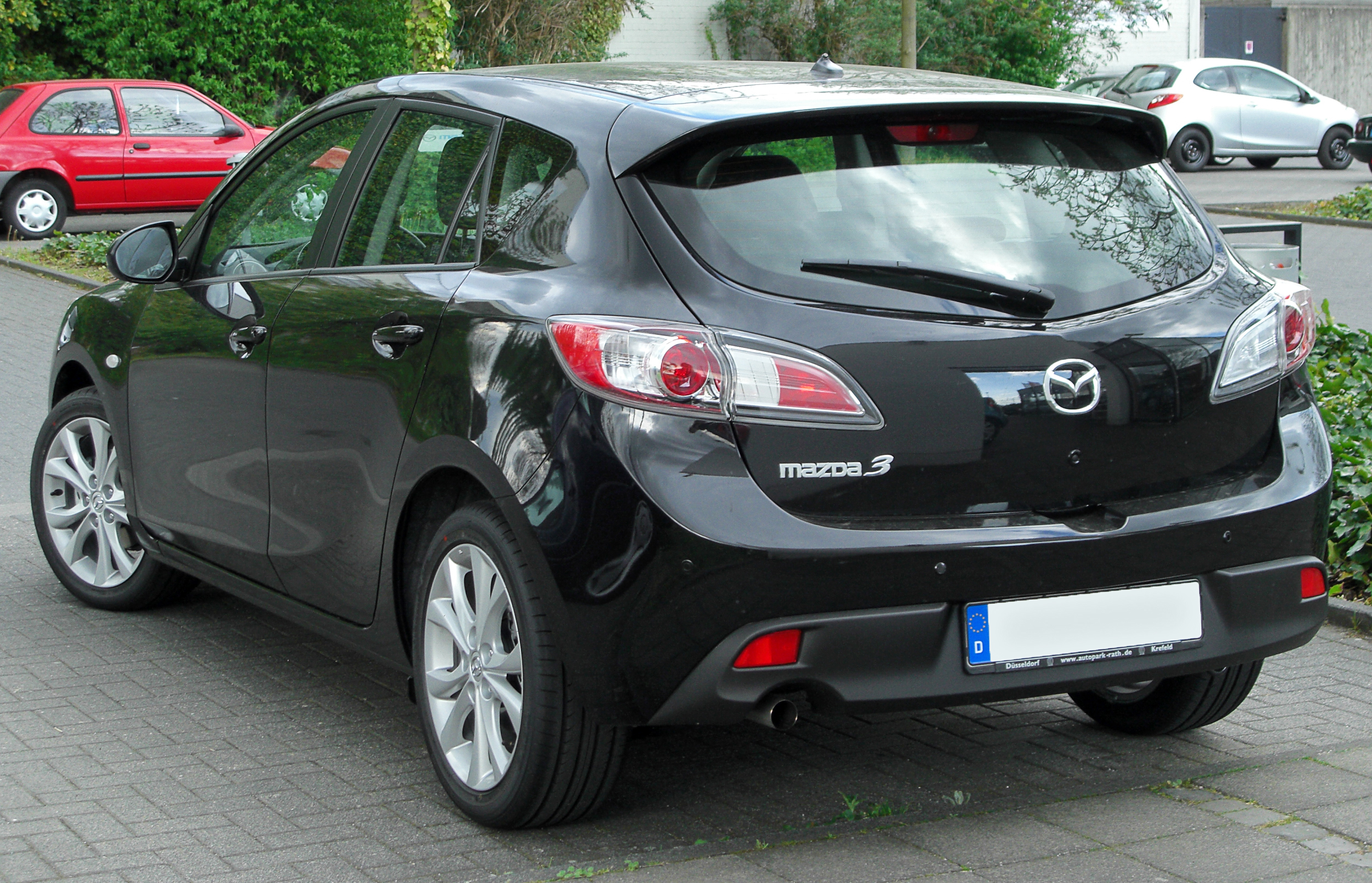
Mazda 3 II – tył

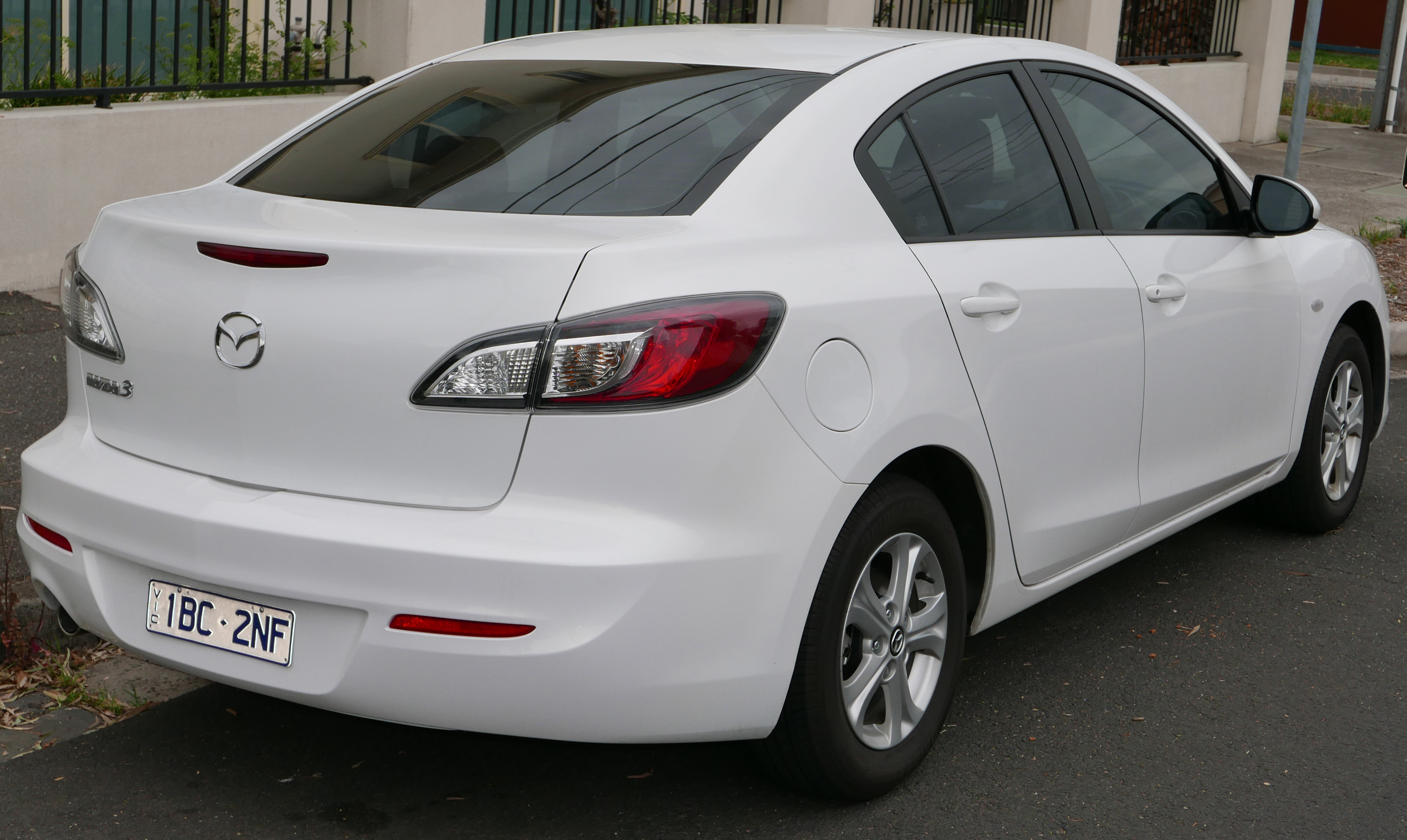
Mazda 3 II sedan

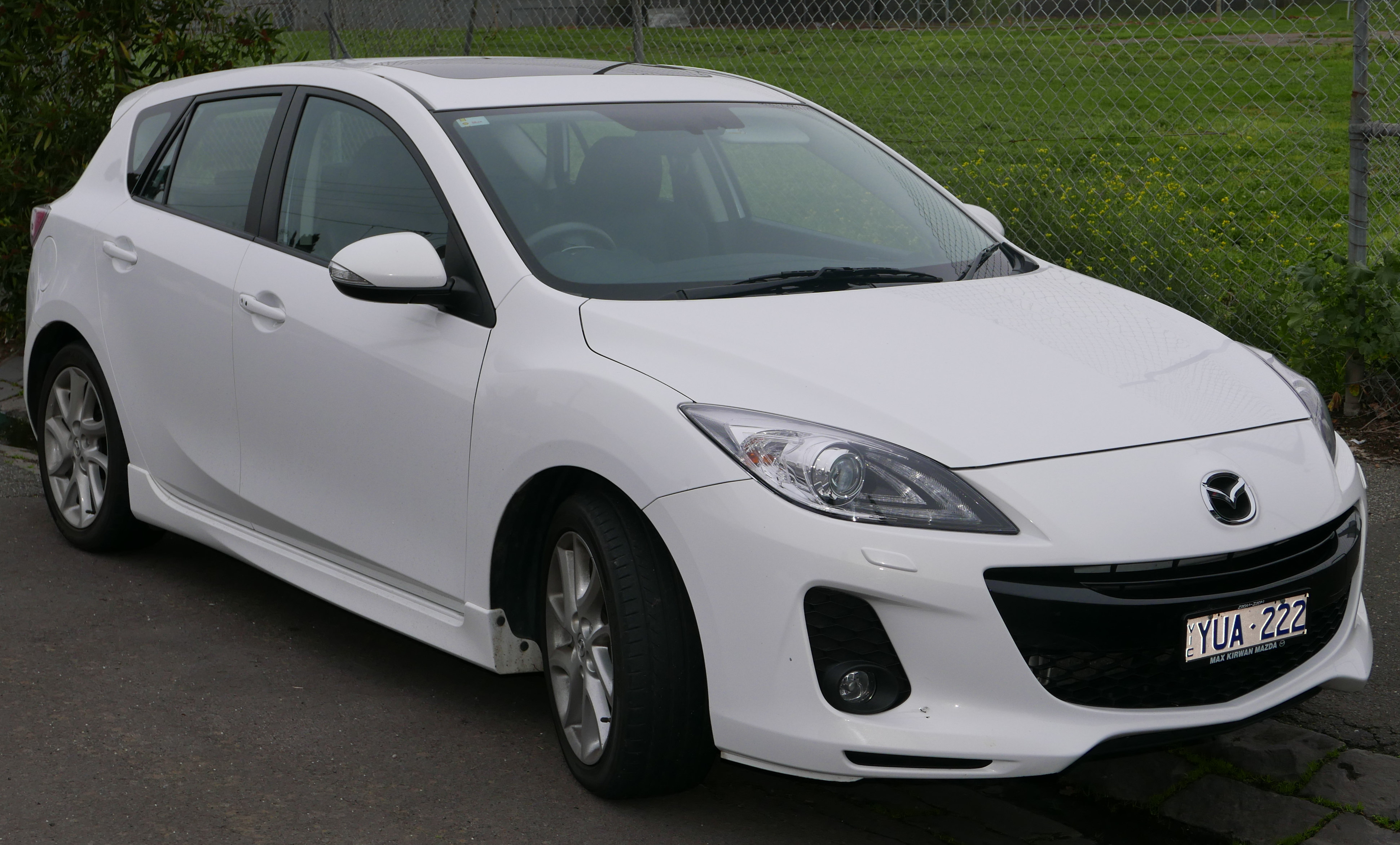
Mazda 3 II po liftingu

Mazda 3 II (BL) została po raz pierwszy oficjalnie zaprezentowana podczas targów motoryzacyjnych w Los Angeles w 2008 roku.
Na początku 2009 roku podczas targów motoryzacyjnych w Genewie zaprezentowano wersję hatchback pojazdu. W 2011 roku auto przeszło pierwszy lifting. Zmieniony został m.in. przedni zderzak w którym zastosowane zostały okrągłe światła przeciwmgłowe, a w tylnej części nadwozia przeprojektowany został zderzak tak, aby ułatwić dostęp do bagażnika. Przy okazji liftingu zmienione zostały także alufelgi.

### Wersje wyposażeniowe
- Comfort
- Exclusive
- Exclusive Plus
- Navi Plus
- Sport
- Neo
- Maxx
- Maxx Sport
- SP20
- SP25
- MPS

Standardowe wyposażenie pojazdu obejmuje m.in. system ABS z EBD i TCS, elektryczne sterowanie szyb przednich, 4 poduszki powietrzne, radio CD oraz klimatyzację. Opcjonalnie auto wyposażone mogło być m.in. w podgrzewane przednie fotele, system wspomagający parkowanie, system nawigacji satelitarnej, elektryczne sterowanie lusterek, tempomat oraz komputer pokładowy.

### Silniki[7]
| Silnik                | Pojemność skokowa [cm³] | Typ silnika        | Moc maksymalna [KM] przy obr./min | Maks. moment obrotowy [Nm] przy obr./min | Przyspieszenie 0–100 km/h [s] | Prędkość maks. [km/h] |                    |                    |                    |
| Silniki benzynowe:    | Silniki benzynowe:      | Silniki benzynowe: | Silniki benzynowe:                | Silniki benzynowe:                       | Silniki benzynowe:            | Silniki benzynowe:    | Silniki benzynowe: | Silniki benzynowe: | Silniki benzynowe: |
| --------------------- | ----------------------- | ------------------ | --------------------------------- | ---------------------------------------- | ----------------------------- | --------------------- | ------------------ | ------------------ | ------------------ |
| 1.5                   | 1498                    | R4                 | 111 (82 kW)/6000                  | 140/4500                                 | b.d.                          | b.d.                  |                    |                    |                    |
| 1.6 DOHC              | 1598                    | R4                 | 105 (77 kW)/6000                  | 145/4000                                 | 12,2                          | 184                   |                    |                    |                    |
| 2.0                   | 1998                    | R4                 | 143 (105 kW)/6500                 | 179/4000                                 | b.d.                          | b.d.                  |                    |                    |                    |
| 2.0                   | 1998                    | R4                 | 146 (107 kW)/6500                 | 179/4500                                 | b.d.                          | b.d.                  |                    |                    |                    |
| 2.0                   | 1998                    | R4                 | 150 (110 kW)/6500                 | 187/4000                                 | 10,6                          | 205                   |                    |                    |                    |
| 2.0                   | 1998                    | R4                 | 150 (110 kW)/6500                 | 183/4500                                 | b.d.                          | b.d.                  |                    |                    |                    |
| 2.0                   | 1998                    | R4                 | 151/6200                          | 191/4500                                 | 10,4                          | 206                   |                    |                    |                    |
| 2.0 DiSi              | 1998                    | R4                 | 157 (115 kW)/6000                 | 201/4100                                 | b.d.                          | b.d.                  |                    |                    |                    |
| 2.3 Turbo             | 2260                    | R4                 | 264 (194 kW)/5500                 | 380/3000                                 | 6,1                           | 250                   |                    |                    |                    |
| 2.5                   | 2488                    | R4                 | 168 (124 kW)/6000                 | 226/4000                                 | b.d.                          | b.d.                  |                    |                    |                    |
| Silniki wysokoprężne: |                         |                    |                                   |                                          |                               |                       |                    |                    |                    |
| 1.6 CD                | 1560                    | R4                 | 115 (85 kW)/3600                  | 270/1750-2500                            | 11,0                          | 186                   |                    |                    |                    |
| 2.2 DOHC              | 2184                    | R4                 | 150(110 kW)/3500                  | 360/1800                                 | 9,2                           | 208                   |                    |                    |                    |
| 2.2 DOHC              | 2184                    | R4                 | 185 (136 kW)/3500                 | 400/1800                                 | 8,2                           | 215                   |                    |                    |                    |

## Trzecia generacja

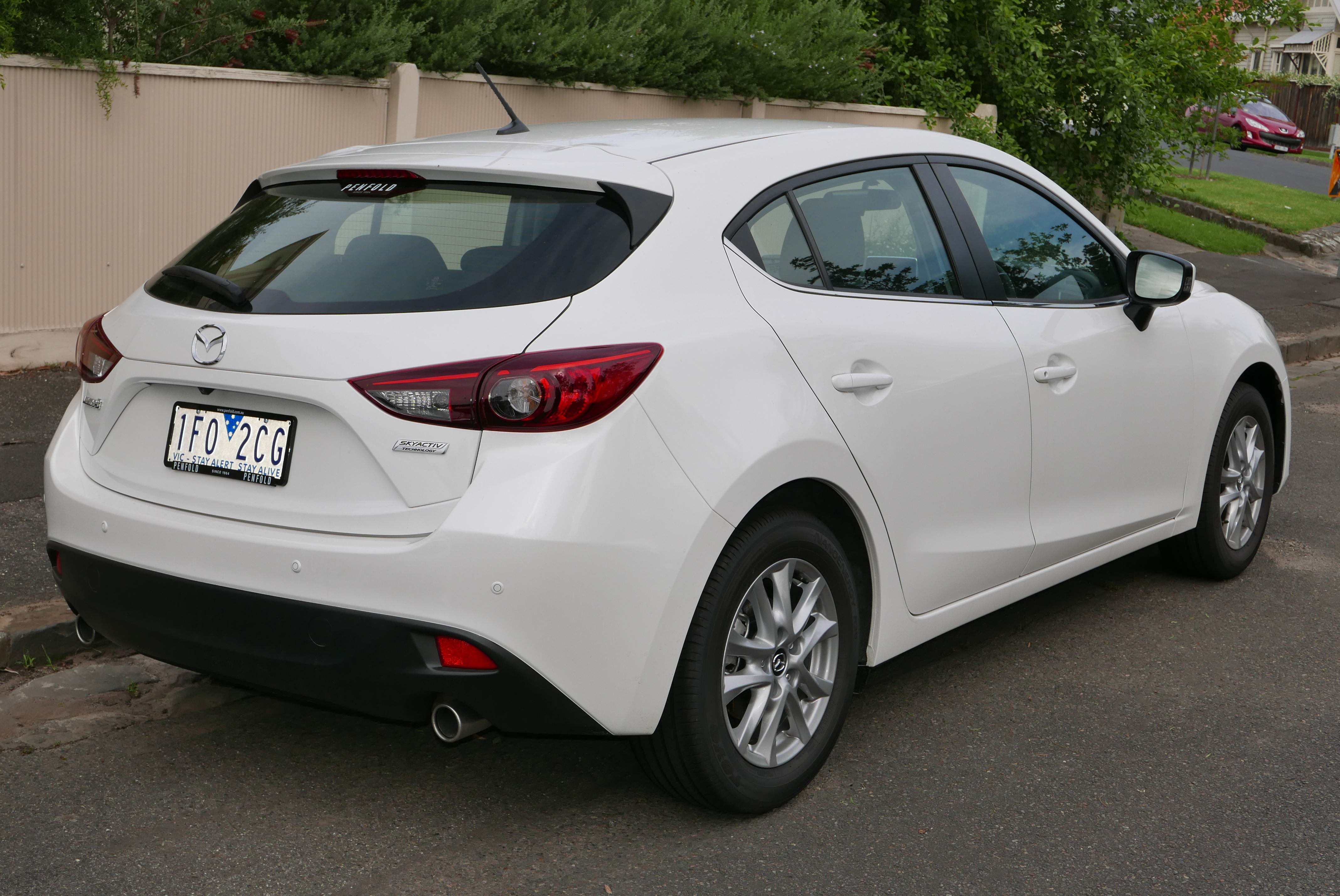
Mazda 3 III – tył

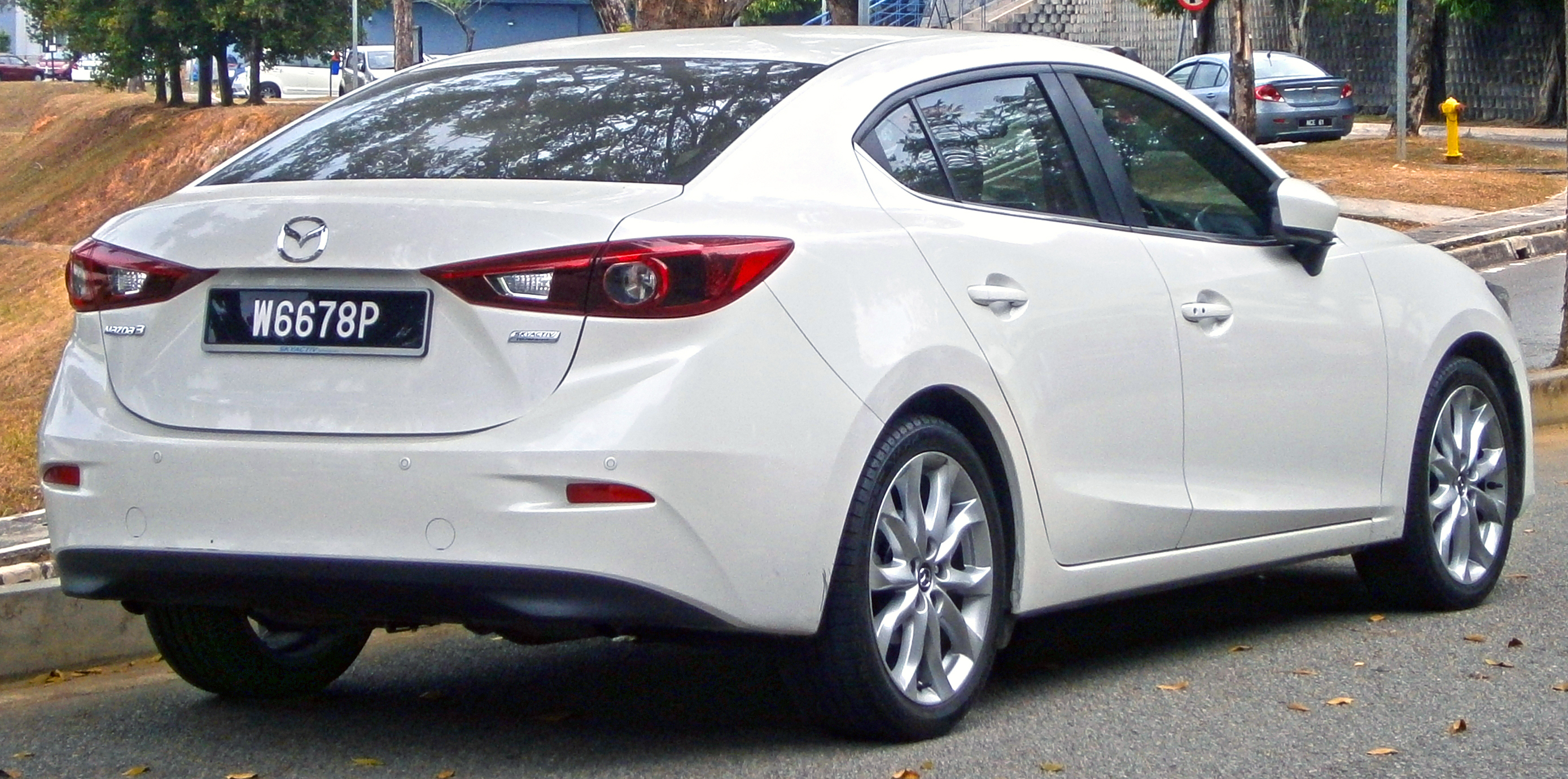
Mazda 3 III sedan – tył

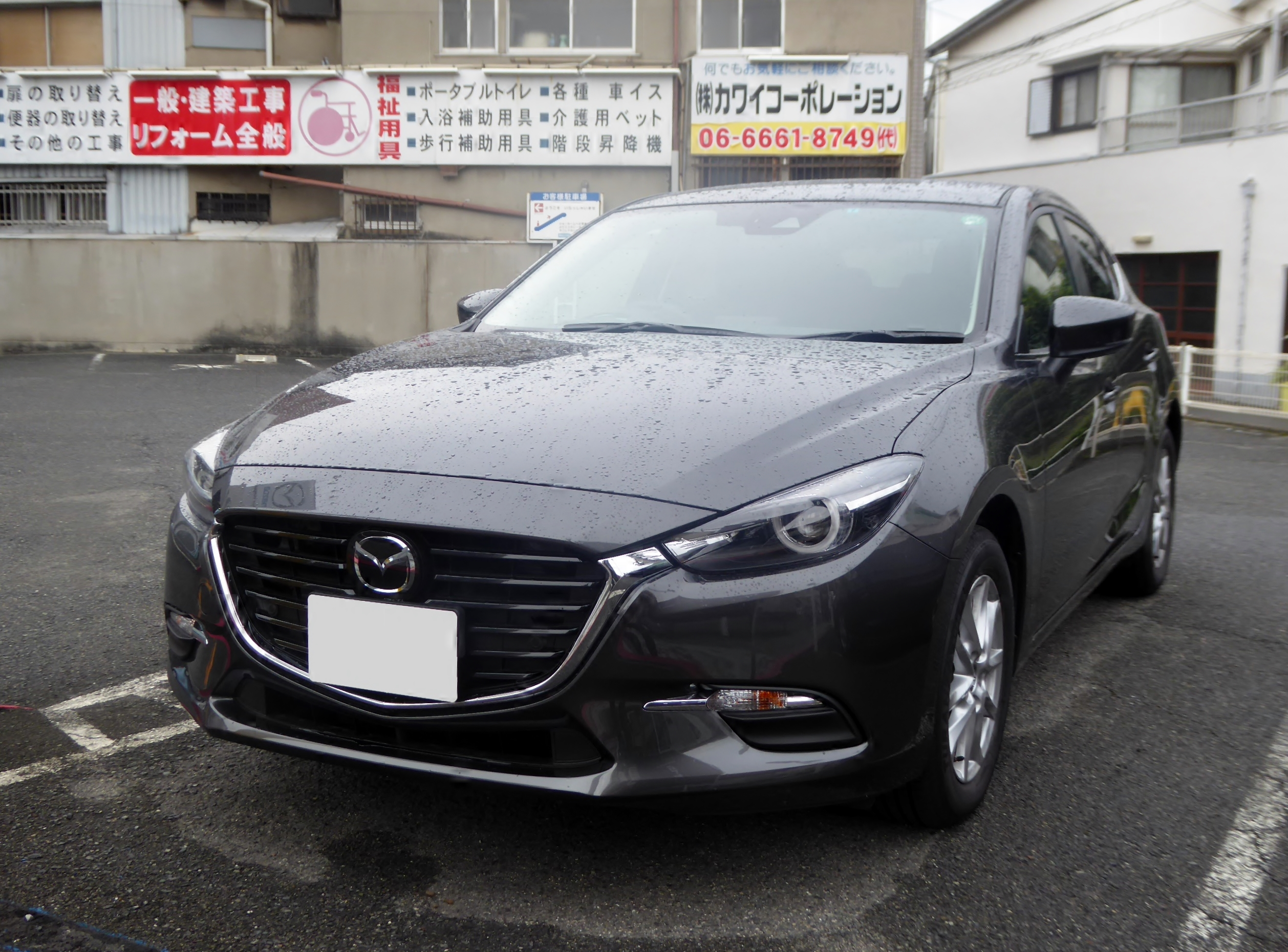
japońska Mazda Axela III po liftingu

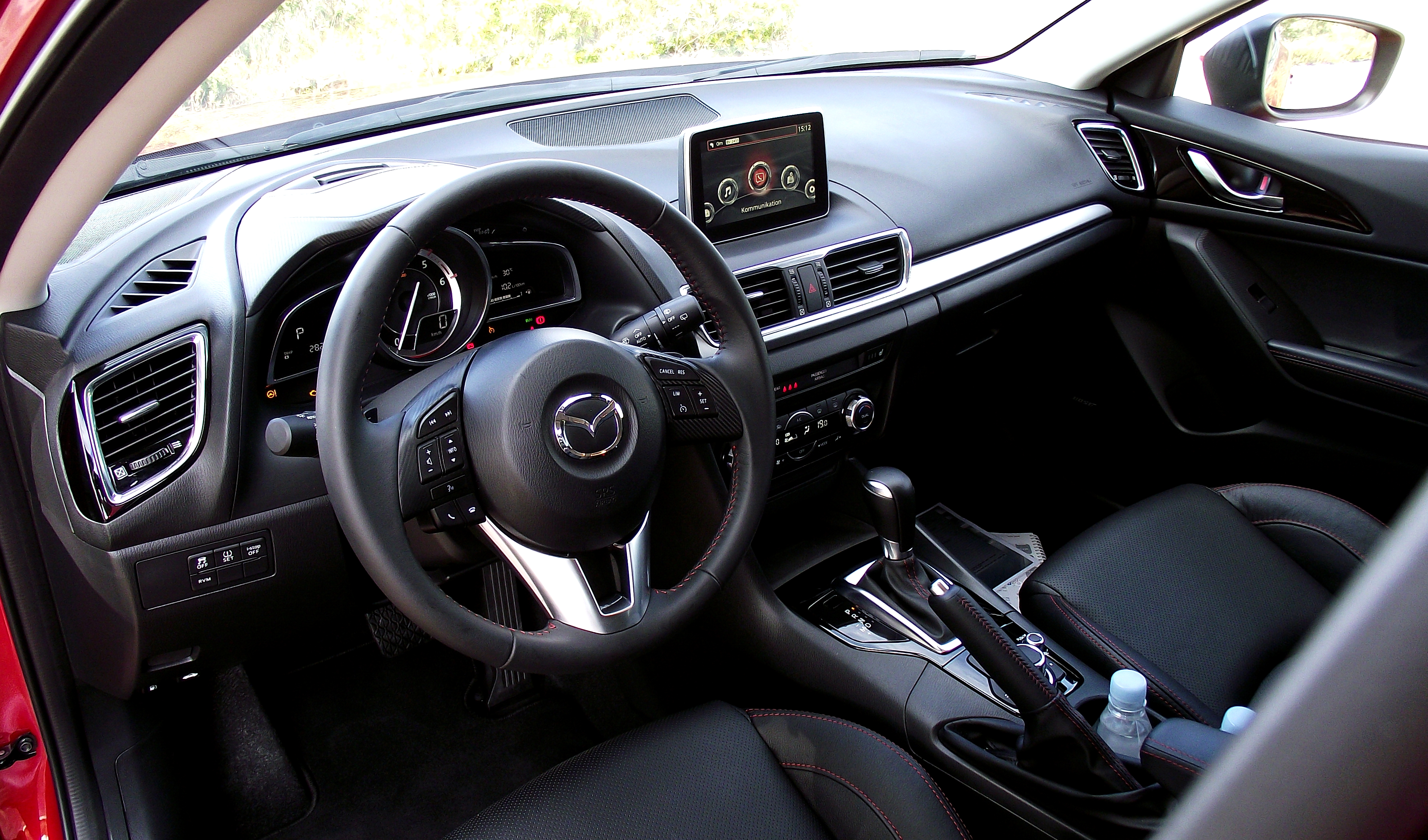
Mazda 3 III – wnętrze

Mazda 3 III (BM) została po raz pierwszy oficjalnie zaprezentowana 26 czerwca 2013 roku jednocześnie w pięciu miastach na świecie.
Auto zostało zaprojektowane jako trzeci model marki zgodnie z filozofią „KODO – dusza ruchu”. Samochód wyróżnia charakterystyczna dla filozofii marki atrapa chłodnicy z chromowaną poprzeczką. W stosunku do poprzednich generacji pojazdu, auto wyróżnia się właściwościami jezdnymi: o 30 procent zwiększona została sztywność nadwozia oraz przekonstruowane zostało zawieszenie.
Jednostki napędowe montowane w pojeździe wykonane zostały w technologii Skyactiv. Najmocniejsza wersja napędowa o pojemności 2 l i mocy 165 KM wyposażona została w system odzyskiwania energii podczas hamowania i-ELOOP.
W listopadzie 2013 roku podczas targów motoryzacyjnych w Tokio zaprezentowana została wersja z napędem hybrydowym (Skyactiv-Hybrid). Podstawową jednostką napędową pojazdu został silnik o pojemności 2 l i mocy 99 KM (142 Nm) wspomagany przez jednostkę elektryczną o mocy 82 KM (207 Nm). Łączna moc pojazdu wynosi 136 KM. Energię wytwarzaną podczas pracy silnika elektrycznego gromadzi się w niklowo-metalowych akumulatorach. Przy okazji zaprezentowana została wersja z napędem na gaz ziemny. Auto wyposażone zostało w 75 l zbiornik gazu, który umieszczony został pod tylnymi siedzeniami.
W 2016 roku sprzedano w Polsce 2951 egzemplarzy Mazdy 3, dzięki czemu zajęła 39 lokatę wśród najchętniej wybieranych samochodach w kraju.

### Wersje wyposażeniowe
- SkyGo
- SkyMotion
- SkyEnergy
- SkyPassion

Standardowe wyposażenie podstawowej wersji pojazdu SkyGo obejmuje m.in. 6 poduszek powietrznych, system ABS, TPMS, HLA, elektryczne sterowanie szyb, 4-głośnikowy system audio z wejściem USB, klimatyzację manualną, wielofunkcyjną kierownicę oraz system start&stop. Wersja SkyMotion dodatkowo wyposażona standardowo jest m.in. w system zapobiegający kolizjom przy niskich prędkościach (SCBS), 6-głośnikowy system audio z radiem CD/MP3, dwustrefową klimatyzację automatyczną, system multimedialny HMI z 7-calowym wyświetlaczem oraz Bluetooth, a także tempomat, 16-calowe alufelgi, składanie, podgrzewanie i elektryczne sterowanie lusterek oraz skórzaną kierownicę, dźwignię zmiany biegów oraz hamulca ręcznego. Wersja SkyEnergy dodatkowo standardowo wyposażona jest m.in. w system ostrzegający o pojazdach w martwym polu, czujniki deszczu oraz zmierzchu, czujniki cofania oraz podgrzewane przednie fotele. Wersja SkyPassion dodatkowo wyposażona jest m.in. w reflektory ksenonowe z systemem adaptacyjnego doświetlania zakrętów, a także systemem automatycznego przełączania świateł drogowych na światła mijania, przednie i tylne lampy wykonane w technologii LED, 9-głośnikowy system audio firmy Bose, czujniki parkowania, aktywny tempomat, system bezkluczykowy, wyświetlacz HUD oraz 18-calowe alufelgi.
14 lipca 2016 światło dzienne ujrzała zmodyfikowana głównie technologicznie Axela – z nowatorskim G-Vectoring Control oraz m.in. elektromechanicznym hamulcem postojowym, unowocześnionym SCBS, kolorowym ADD, opcjonalnymi reflektorami LED, usprawnieniami w dieslach i innymi nowinkami.

## Czwarta generacja
Mazda 3 IV (BP) została po raz pierwszy oficjalnie zaprezentowana 28 listopada 2018 roku w Los Angeles. 
Wraz z debiutem nowej Mazdy 3 zadebiutował również nowy 2 litrowy silnik, nazwany Skyactiv–X o mocy 186 KM. Charakteryzuje się on tym, że ma on zapłon iskrowy z silników benzynowych, jak i samoczynny z silników Diesla. Silnik ten ma więc zarówno cechy silnika benzynowego, czyli dobre przyśpieszenie, jak i diesla, czyli np. duży moment obrotowy. W ofercie pozostał też tradycyjny wolnossący silnik benzynowy 2.0 Skyactiv–G rozwijający moc 122 lub 150 KM. Nie było planowane oferowanie diesla 1.8 Skyactiv–D w Polsce. W Japonii oferowany jest także silnik 1.5 Skyactiv-G. Bagażnik nowej Mazdy 3 zmniejszono z 364 l do 351 l w wersji hatchback, natomiast w sedanie zwiększono z 419 l do ok. 450 l. Zmniejszona została także przestronność wnętrza.
W 2019 roku zadebiutował oparty na Maździe 3 crossover – Mazda CX-30.
Mazda 3 BP od września 2022 jest objęta 6-letnią gwarancją z limitem 150000 km.

### Wersje wyposażenia
- Kai
- Kanjo
- Hikari
- Homura
- Enso
- Nagisa
- 100TH ANNIVERSARY (seria limitowana)

Standardowa wersja wyposażenia obejmuje m.in.: felgi aluminiowe Silver 16, tapicerkę materiałową w kolorze czarnym, elektromechaniczny hamulec postojowy z funkcją autohold, alarm antywłamaniowy, przednie poduszki powietrzne, boczne poduszki powietrzne + kurtyny powietrzne, adaptacyjny układ utrzymywania stałej prędkości (aktywny tempomat – MRCC), poduszka kolanowa dla kierowcy, układ wspomagający ruszanie na wzniesieniu (HLA), oraz system monitorowania ciśnienia w ogumieniu (TPMS).

### Wersje wyposażenia od 2023/2024
- Prime-Line
  - 16-calowe felgi aluminiowe w kolorze Silver Metallic, z oponami 205/60 R16
  - Zestaw naprawczy do kół
  - Klimatyzacja manualna
  - Przednie poduszki powietrzne
  - Poduszka kolanowa dla kierowcy
  - Boczne poduszki powietrzne + kurtyny powietrzne
  - Układ zapobiegający blokowaniu kół w trakcie hamowania (ABS)
  - System dynamicznej stabilizacji toru jazdy i kontroli trakcji (DSC + TCS)
  - Zaawansowany system zwiększania przyczepności pojazdu (G-Vectoring Control+)
  - Układ wspomagający ruszanie na wzniesieniu (HLA)
  - System wspomagający utrzymanie pojazdu w pasie ruchu (LAS)
  - System monitorowania martwego pola (BSM)
  - System monitorujący ruch poprzeczny przy cofaniu (RCTA)
  - System wykrywający znużenie kierowcy (Driver Alert)
  - Adaptacyjny układ utrzymywania stałej prędkości (aktywny tempomat MRCC)
  - System monitorowania ciśnienia w ogumieniu (TPMS)
  - System E-Call
  - Elektromechaniczny hamulec postojowy z funkcją Autohold
  - Czujniki parkowania tylne
  - Kamera cofania
  - Immobilizer
  - Centralny zamek
  - Alarm antywłamaniowy
  - System dostępu bezkluczykowego
  - Przycisk uruchamiania silnika
  - System automatycznego przełączania świateł drogowych na mijania (HBC)
  - Reflektory przednie (LED) i światła do jazdy dziennej (halogenowe) ze spryskiwaczami
  - Lusterka boczne w kolorze nadwozia, z wbudowanymi kierunkowskazami
  - Słupki B w kolorze Black
  - Skórzana kierownica
  - Tapicerka materiałowa Standard w kolorze czarnym
  - Zintegrowana konsola centralna
  - Schowek na okulary
  - Sufitowe oświetlenie wnętrza
  - Podświetlenie schowka
  - Lusterka w osłonach przeciwsłonecznych z podświetleniem
  - Elektrycznie sterowane i podgrzewane lusterka boczne
  - Lusterka boczne składane elektrycznie
  - Elektrycznie sterowane szyby przednie i tylne
  - Gniazdo zasilania 12V
  - Wejście USB-C
  - Wyświetlacz head-up na przedniej szybie
  - Multimedialny system rozrywki i łączności Mazda Connect z 10,25-calowym wyświetlaczem
  - System nawigacji Mazdy
  - Zestaw głośnomówiący Bluetooth
  - Bezprzewodowy interfejs Apple Carplay i Android Auto
  - Radio DAB
  - Nagłośnienie standardowe (6 głośników)
- Exclusive-Line
  - 18-calowe felgi aluminiowe w kolorze Grey Metallic, z oponami 215/45 R18 (dla wersji hatchback)
  - 18-calowe felgi aluminiowe w kolorze Silver Metallic, z oponami 215/45 R18 (dla wersji sedan)
  - Klimatyzacja automatyczna (dwustrefowa)
  - Czujniki parkowania przednie i tylne
  - Zaawansowany system dostępu bez kluczyka (Smart Keyless)
  - Czujnik deszczu i zmierzchu (inteligentne wycieraczki i automatyczne światła mijania)
  - Podgrzewane fotele przednie
  - Lusterko wsteczne elektrochromatyczne
  - Ładowarka indukcyjna
  - Nagłośnienie standardowe (8 głośników)
- Homura
  - 18-calowe felgi aluminiowe w kolorze Black Metallic, z oponami 215/45 R18
  - Lusterka boczne w kolorze czarnym
  - Poszycie słupków A i B z wykończeniem Piano Black
  - Przyciemniane tylne szyby
- Nagisa
  - 18-calowe felgi aluminiowe w kolorze Black Metallic, z oponami 215/45 R18
  - Tapicerka Terracotta (zamsz + skóra ekologiczna) w kolorze brązowym
  - Lusterka boczne z pamięcią ustawień, samościemniające
  - Nagłośnienie premium BOSE (12 głośników)

Popularne Silniki
| 2.0 SKYACTIV-G   | 1998 | R4 | 122 (90 kW)/6000  | 213/4000 | 10,4 | 197 |
| 2.0 SKYACTIV-G   | 1998 | R4 | 150 (110 kW)/6000 | 213/4000 | 9,1  | 213 |
| 2.0 SKYACTIV-X   | 1998 | R4 | 180 (132 kW)/6000 | 224/3000 | 8,2  | 216 |
| 2.0 e-SKYACTIV-X | 1998 | R4 | 186 (137 kW)/6000 | 240/4000 | 8,0  | 216 |
| 2.5 SKYACTIV-G   | 2488 | R4 | 187 (139kW)/6000  | 252/4000 | 7,0  | 250 |
| 2.5T SKYACTIV-G  | 2488 | R4 | 250 (191 kW)/6000 | 434/4000 | 5,7  | 250 |